# Pompeo Ferrucci
Pompeo Ferrucci del Tadda est un sculpteur italien né à Fiesole (province de Florence) en 1565 et mort à Rome en juillet 1637. Membre d'une importante famille de sculpteurs, il est le petit-fils de Francesco del Tadda (it) et le neveu de Romolo del Tadda.